# فوجيوارا سيكا

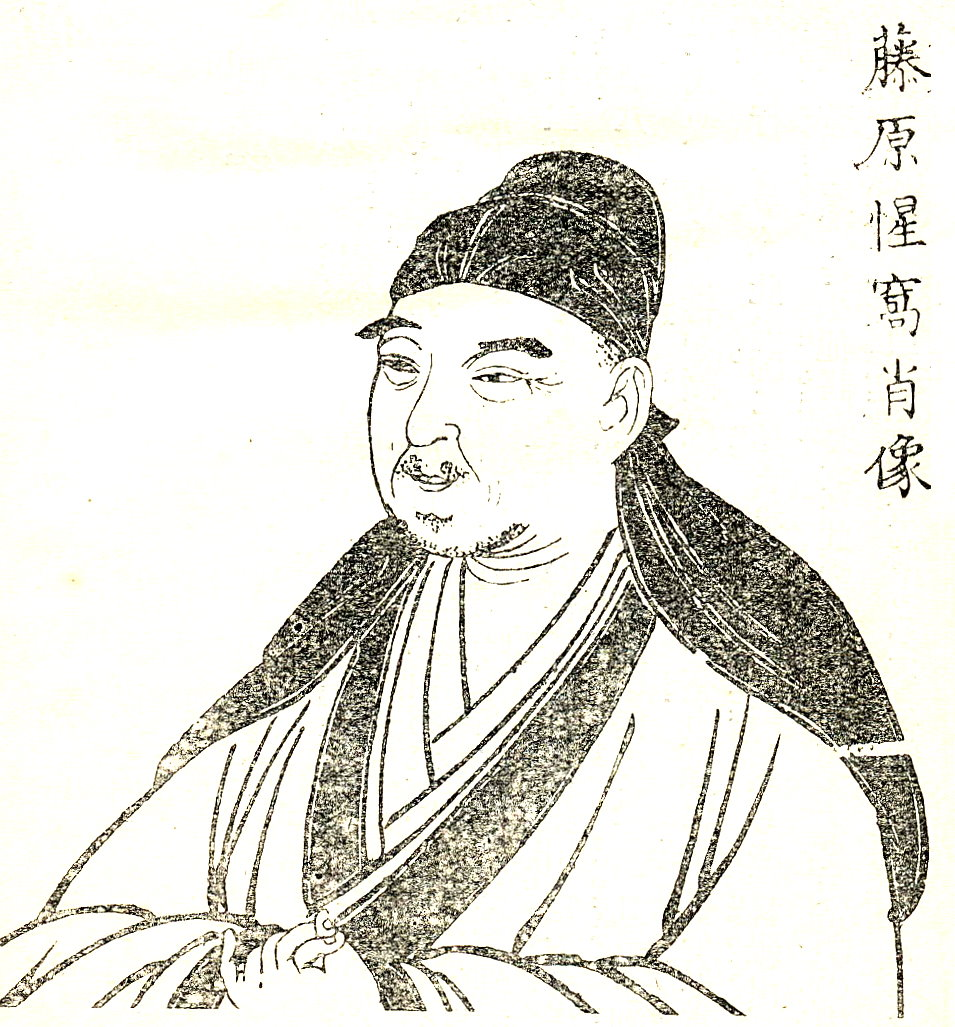
فوجيوارا سيكا.

فوجيوارا سيكا (1561 - 1619 م) هو فيلسوف ياباني. مؤسس مدرسة يابانية للكونفوشية.
من تلامذته هاياشي رازان.

## روابط خارجية
- فوجيوارا سيكا على موقع الموسوعة البريطانية (الإنجليزية)